# Plecia protea
Plecia protea är en tvåvingeart som beskrevs av Fitzgerald 1998. Plecia protea ingår i släktet Plecia och familjen hårmyggor. Inga underarter finns listade i Catalogue of Life.